# Epidendrum uribei
Epidendrum uribei är en orkidéart som beskrevs av Alex Drum Hawkes. Epidendrum uribei ingår i släktet Epidendrum och familjen orkidéer.
Artens utbredningsområde är Colombia. Inga underarter finns listade i Catalogue of Life.